# Erebia subtusbenesignata
Erebia subtusbenesignata är en fjärilsart som beskrevs av Müller 1928. Erebia subtusbenesignata ingår i släktet Erebia och familjen praktfjärilar. Inga underarter finns listade i Catalogue of Life.